# Bruinrugtamarin
De bruinrugtamarin (Leontocebus fuscicollis)  is een zoogdier uit de familie van de klauwaapjes (Callitrichidae). De wetenschappelijke naam van de soort werd voor het eerst geldig gepubliceerd door Johann Baptist von Spix in 1823.

## Voorkomen
De soort komt voor in het noorden en westen van Brazilië, het noorden van Bolivia, het oosten van Peru en Ecuador en het zuidwesten van Colombia.

## Ondersoorten
De soort heeft de volgende vier ondersoorten:
- Leontocebus fuscicollis fuscicollis (Spix, 1823)
- Leontocebus fuscicollis avilapiresi Hershkovitz, 1966
- Leontocebus fuscicollis mura Röhe, J. D. Silva, Sampaio, & Rylands, 2009
- Leontocebus fuscicollis primitivus Hershkovitz, 1977

7 voormalige ondersoorten werden in 2016 afgesplitst als aparte soorten:
- Leontocebus cruzlimai
- Lessons zadelrugtamarin (Leontocebus fuscus)
- Illigers zadelrugtamarin (Leontocebus illigeri)
- Roodmantelzadelrugtamarin (Leontocebus lagonotus)
- Andeszadelrugtamarin (Leontocebus leucogenys)
- Geoffroys zadelrugtamarin (Leontocebus nigrifrons)
- Weddells zadelrugtamarin (Leontocebus weddelli)